# Estação Ferroviária de Leça
A Estação Ferroviária de Leça foi uma interface do Ramal de Matosinhos, que servia a localidade de Leça da Palmeira, em Portugal.

## História

### Século XIX

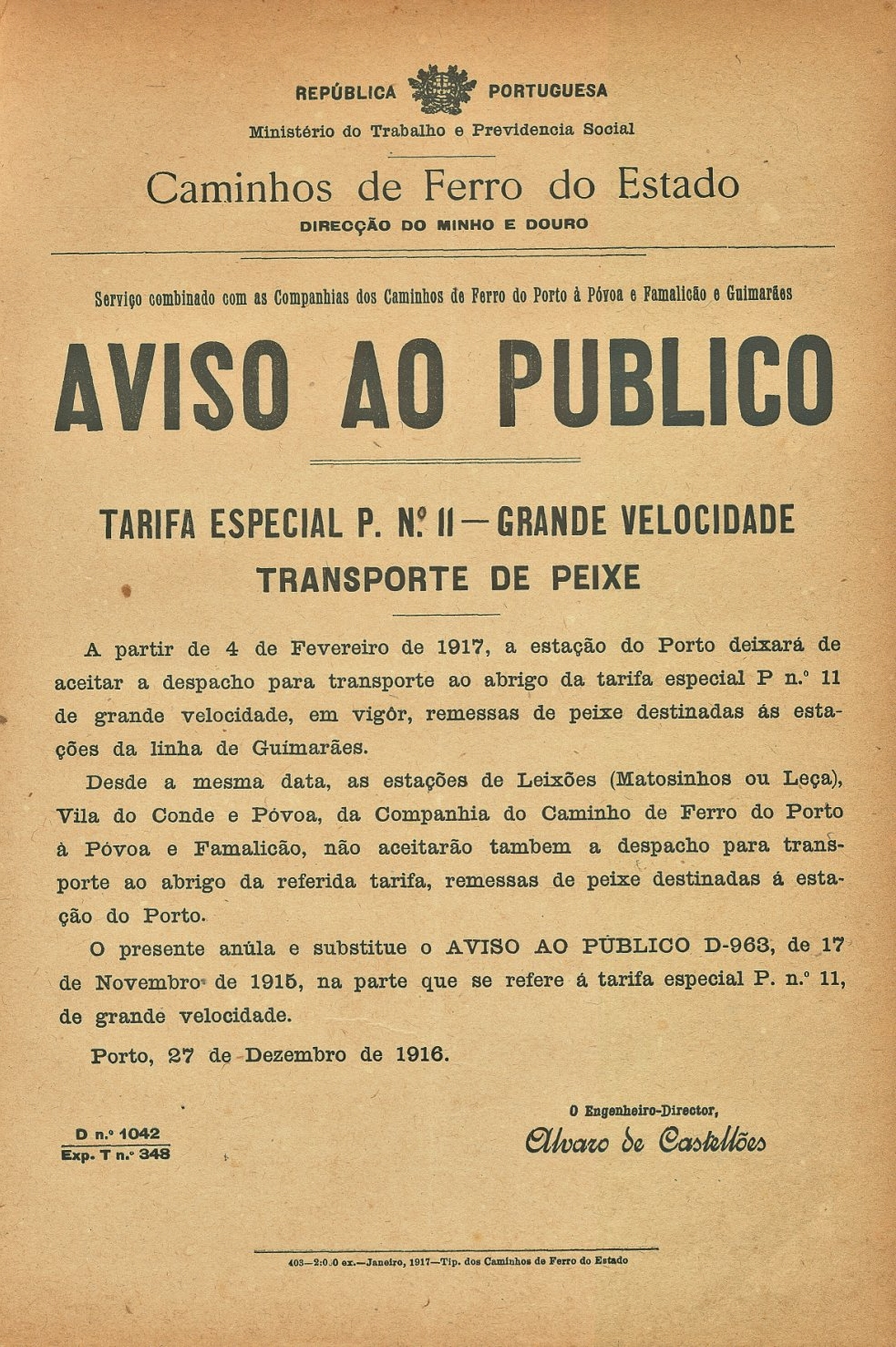
Aviso dos Caminhos de Ferro do Estado de 1917, onde se faz referência à estação de Leça.

O Ramal de Matosinhos foi construído pelos empreiteiros Dauderni & Duparchy em 1884, para transportar pedras desde as Pedreiras de São Gens até aos molhes do Porto de Leixões. O Ramal foi concessionado à Companhia do Caminho de Ferro do Porto à Póvoa e Famalicão, que iniciou os serviços de passageiros e mercadorias em 6 de Maio de 1893.

### Século XX
Em 1901, a Companhia da Póvoa de Varzim propôs a construção de vários ramais, incluindo um de Leça a Estação Ferroviária de Modivas, ligando assim a sua linha ao Porto de Leixões, e criando um percurso alternativo ao já existente entre Modivas e a Senhora da Hora. No entanto, estes planos encontraram grande oposição na cidade do Porto, tendo sido recusado pelo Conselho de Administração dos Caminhos de Ferro do Estado em meados daquele ano. Em 1905, a Companhia da Póvoa voltou a pedir autorização para construir a linha de Modivas a Leça, desta vez destinada a servir as praias a Norte de Leça; este troço só poderia ser construído depois de terminada a Linha de Leixões.

#### Décadas de 1920 a 1940
Em 1927, a Companhia do Caminho de Ferro do Porto à Póvoa e Famalicão foi fundida com a Companhia do Caminho de Ferro de Guimarães, formando a Companhia dos Caminhos de Ferro do Norte de Portugal.
Em 1935, os corpos gerentes da Companhia dos Caminhos de Ferro do Norte de Portugal, que estava com problemas financeiros, apresentaram uma proposta ao governo para a reconstituição da empresa; entre as bases desta proposta, estava o compromisso em duplicar a via no troço entre a Estação Ferroviária da Senhora da Hora a Matozinhos-Leça.
Um diploma do Ministério das Obras Públicas e Comunicações, publicado no Diário do Governo n.º 181, II Série, de 5 de Agosto de 1937, aprovou um projecto para um aviso ao público acerca do serviço que prestava o cais de Leça - Mar, proposto pela da Companhia do Norte.
A Companhia do Norte foi integrada na Companhia dos Caminhos de Ferro Portugueses em 1947.

#### Encerramento
No dia 30 de Junho de 1965, foi encerrada a exploração ferroviária no Ramal de Matosinhos.